# The Game Awards 2018
The Game Awards 2018 foi a 5ª cerimônia de premiação anual do The Game Awards na qual homenageou os melhores jogos eletrônicos de 2018. Como aconteceu com as cerimônias anteriores, o evento foi apresentado por Geoff Keighley no Microsoft Theater em Los Angeles em 6 de dezembro de 2018. God of War ganhou três prêmios, incluindo o de Jogo do Ano, enquanto Red Dead Redemption 2 recebeu o maior número de prêmios, com quatro no total. O evento foi transmitido ao vivo em mais de 40 plataformas de streamer em todo o mundo, obtendo uma audiência de mais de 26 milhões espectadores. Além dos prêmios, novos jogos e conteúdos foram revelados durante o evento.

## Vencedores e indicados
Os indicados foram anunciados em 13 de novembro de 2018, com qualquer jogo lançado antes de 22 de novembro de 2018 sendo considerados elegíveis. Além de uma lista da indústria de jogos eletrônicos representada em um júri, a votação pública para os vencedores esteve aberta de 13 de novembro a 6 de dezembro de 2018, tanto através do site oficial, como através de várias outras plataformas como o Discord, Amazon Alexa, Assistente do Google, Twitter, Facebook Messenger e Bilibili. A votação do público contou com estritamente 10% da seleção dos vencedores nos prêmios votados pelo júri, mas o compartilhamento de votos nas redes sociais aumentou a ponderação dos votos em 10% na consideração total dos votos públicos.
Entre as mudanças nos prêmios estava a adição de várias categorias relacionadas a eSports, bem como a renomeação do antigo "Trending Gamer Award" para "Criador de Conteúdo do Ano" para aqueles que ajudaram a criar conteúdo novo e inovador de jogos eletrônicos, como streamers ao vivo e YouTubers.

### Categorias
Títulos em negrito e listados em primeiro venceram nas respectivas categorias:
| Jogo do Ano | Melhor Direção de Jogo |
| --- | --- |
| - God of War – Santa Monica Studio/Sony Interactive Entertainment - Assassin's Creed Odyssey – Ubisoft Quebec/Ubisoft - Celeste – Matt Makes Games - Marvel's Spider-Man – Insomniac Games/Sony Interactive Entertainment - Monster Hunter: World – Capcom - Red Dead Redemption 2 – Rockstar Games              | - God of War – Santa Monica Studio/Sony Interactive Entertainment - A Way Out – Hazelight Studios/Electronic Arts - Detroit: Become Human – Quantic Dream/Sony Interactive Entertainment - Marvel's Spider-Man – Insomniac Games/Sony Interactive Entertainment - Red Dead Redemption 2 – Rockstar Games |
| Melhor Narrativa | Melhor Direção de Arte |
| - Red Dead Redemption 2 – Rockstar Games - Detroit: Become Human – Quantic Dream/Sony Interactive Entertainment - God of War – Santa Monica Studio/Sony Interactive Entertainment - Life Is Strange 2 – Dontnod Entertainment/Square Enix - Marvel's Spider-Man – Insomniac Games/Sony Interactive Entertainment | - Return of the Obra Dinn – 3909 LLC - Assassin's Creed Odyssey – Ubisoft Quebec - God of War – Santa Monica Studio/Sony Interactive Entertainment - Red Dead Redemption 2 – Rockstar Games - Octopath Traveler – Square Enix/Acquire/Nintendo                                                           |
| Melhor Trilha Sonora | Melhor Design de Áudio |
| - Red Dead Redemption 2 – Woody Jackson - Celeste – Lena Raine - God of War – Bear McCreary - Marvel's Spider-Man – John Paesano - Ni no Kuni II: Revenant Kingdom – Joe Hisaishi - Octopath Traveler – Yasunori Nishiki                                                                                         | - Red Dead Redemption 2 – Rockstar Games - Call of Duty: Black Ops 4 – Treyarch - Forza Horizon 4 – Playground Games - God of War – Santa Monica Studio/Sony Interactive Entertainment - Marvel's Spider-Man – Insomniac Games/Sony Interactive Entertainment                                            |
| Melhor Performance | Melhor Jogo Contínuo |
| - Roger Clark como Arthur Morgan – Red Dead Redemption 2 - Bryan Dechart como Connor – Detroit: Become Human - Christopher Judge como Kratos – God of War - Melissanthi Mahut como Kassandra – Assassin's Creed Odyssey - Yuri Lowenthal como Spider-Man – Marvel's Spider-Man                                   | - Fortnite – Epic Games - Destiny 2: Forsaken – Bungie/Activision - No Man's Sky – Hello Games - Overwatch – Blizzard Entertainment - Tom Clancy's Rainbow Six Siege – Ubisoft Montreal/Ubisoft |
| Jogo Mais Impactante | Melhor Jogo Independente |
| - Celeste – Matt Makes Games - 11-11 Memories Retold – Digixart/Aardman Animations/Bandai Namco Entertainment - Florence – Mountains - Life Is Strange 2 – Dontnod Entertainment/Square Enix - The Missing: J.J. Macfield and the Island of Memories – White Owls/Arc System Works                               | - Celeste – Matt Makes Games - Dead Cells – Motion Twin - Into the Breach – Subset Games - Return of the Obra Dinn – 3909 LLC - The Messenger – Sabotage Studio |
| Melhor Jogo Mobile | Melhor Jogo de VR/AR |
| - Florence – Mountains - Donut County – Ben Esposito/Annapurna Interactive - Fortnite – Epic Games - PUBG Mobile – Lightspeed & Quantum/Tencent Games - Reigns: Game of Thrones – Nerial/Devolver Digital | - Astro Bot Rescue Mission – Japan Studio/Sony Interactive Entertainment - Beat Saber – Beat Games - Firewall: Zero Hour – First Contact Entertainment/Sony Interactive Entertainment - Moss – Polyarc Games - Tetris Effect – Resonair/Enhance, Inc.                                                    |
| Melhor Jogo de Ação | Melhor Jogo de Ação-aventura |
| - Dead Cells – Motion Twin - Call of Duty: Black Ops 4 – Treyarch/Activision - Destiny 2: Forsaken – Bungie/Activision - Far Cry 5 – Ubisoft Montreal/Ubisoft - Mega Man 11 – Capcom | - God of War – Santa Monica Studio/Sony Interactive Entertainment - Assassin's Creed Odyssey – Ubisoft Quebec/Ubisoft - Marvel's Spider-Man – Insomniac Games/Sony Interactive Entertainment - Red Dead Redemption 2 – Rockstar Games - Shadow of the Tomb Raider – Eidos Montréal/Square Enix           |
| Melhor Jogo de RPG | Melhor Jogo de Luta |
| - Monster Hunter World – Capcom - Dragon Quest XI – Square Enix - Ni no Kuni II: Revenant Kingdom – Level-5/Bandai Namco Entertainment - Octopath Traveler – Square Enix/Acquire/Nintendo - Pillars of Eternity II: Deadfire – Obsidian Entertainment                                                            | - Dragon Ball FighterZ – Arc System Works/Bandai Namco Entertainment - BlazBlue: Cross Tag Battle – Arc System Works - SoulCalibur VI – Bandai Namco Entertainment - Street Fighter V: Arcade Edition – Capcom                                                                                           |
| Melhor Jogo para Família | Melhor Jogo de Estratégia |
| - Overcooked 2 – Ghost Town Games/Team17 - Mario Tennis Aces – Camelot Software Planning/Nintendo - Nintendo Labo – Nintendo - Starlink: Battle for Atlas – Ubisoft Toronto/Ubisoft - Super Mario Party – NDcube/Nintendo                                                                                        | - Into the Breach – Subset Games - The Banner Saga 3 – Stoic Studio/Versus Evil - BattleTech – Harebrained Schemes/Paradox Interactive - Frostpunk – 11 bit studios - Valkyria Chronicles 4 – Sega |
| Melhor Jogo de Esporte/Corrida | Melhor Jogo Multiplayer |
| - Forza Horizon 4 – Playground Games/Microsoft Studios - FIFA 19 – EA Vancouver/EA Sports - Mario Tennis Aces – Camelot Software Planning/Nintendo - NBA 2K19 – Visual Concepts/2K Sports - Pro Evolution Soccer 2019 – PES Productions/Konami                                                                   | - Fortnite – Epic Games - Call of Duty: Black Ops 4 – Treyarch/Activision - Destiny 2: Forsaken – Bungie/Activision - Monster Hunter World – Capcom - Sea of Thieves – Rare/Microsoft Studios |
| Melhor Jogo Estudantil | Melhor Estreia Independente |
| - Combat 2018 – Inland Norway University of Applied Sciences - Dash Quasar – UC Santa Cruz - JERA – DigiPen Bilbao, Spain - LIFF – ISTART Digital, France - RE: Charge – MIT | - The Messenger – Sabotage Studio - Donut County – Ben Esposito/Annapurna Interactive - Florence – Mountains - Moss – Polyarc Games - Yoku's Island Express – Villa Gorilla |

### eSports/outros
| Melhor Jogo de eSports | Melhor Jogador de eSports |
| --- | --- |
| - Overwatch – Blizzard Entertainment - Counter-Strike: Global Offensive – Valve Corporation - Dota 2 – Valve Corporation - Fortnite – Epic Games - League of Legends – Riot Games | - Dominique "SonicFox" McLean (Echo Fox) - Hajime "Tokido" Taniguchi (Echo Fox) - Jian "Uzi" Zi-Hao (Royal Never Give Up) - Oleksandr "s1mple" Kostyliev (Natus Vincere) - Sung-hygeon "JJoNak" Bang (New York Excelsior) |
| Melhor Time de eSports | Melhor Treinador de eSports |
| - Cloud9 (League of Legends) - Astralis (Counter-Strike: Global Offensive) - Fnatic (League of Legends) - London Spitfire (Overwatch) - OG (Dota 2) | - Bok "Reapered" Han-gyu (Cloud9) - Christian "ppasarel" Banaseanu (OG) - Danny "zonic" Sorensen (Astralis) - Dylan Falco (Fnatic) - Jakob "YamatoCannon" Mebdi (Team Vitality) - Janko "YNk" Paunovic (MiBR)             |
| Melhor Evento de eSports | Melhor Apresentador de eSports |
| - League of Legends World Championship 2018 - ELEAGUE Major: Boston 2018 - Evo 2018 - Overwatch League Grand Finals - The International 2018 | - Eefje "Sjokz" Depoortere - Alex "Goldenboy" Mendez - Alex "Machine" Richardson - Anders Blume - Paul "Redeye" Chaloner                                                                                                  |
| Melhor Momento de eSports | Criador de Conteúdo do Ano |
| - Virada da Cloud9 vs FAZE (ELEAGUE Major: Boston 2018) - G2 batendo a RNG (League of Legends World Championship) - Corrida na base da KT vs IG (League of Legends World Championship) - A virada maciça da OG LGD (The International 2018) - Interruptor lateral do SonicFox contra Go1 (Evo 2018) | - Ninja - Dr. Lupo - Myth - Pokimane - Willyrex |

### Prêmios honorários
| Prêmio de ícone da indústria    | Cidadãos Globais de Jogos                  |
| ------------------------------- | ------------------------------------------ |
| - Greg Thomas (Visual Concepts) | - Steven Spohn - Sadia Bashir - Lual Mayen |

## Jogos com múltiplas indicações e prêmios
| Indicações | Jogo                            |
| ---------- | ------------------------------- |
| 8          | God of War                      |
| 8          | Red Dead Redemption 2           |
| 7          | Marvel's Spider-Man             |
| 4          | Celeste                         |
| 4          | Assassin's Creed Odyssey        |
| 3          | Call of Duty: Black Ops 4       |
| 3          | Destiny 2                       |
| 3          | Detroit: Become Human           |
| 3          | Florence                        |
| 3          | Fortnite                        |
| 3          | Monster Hunter: World           |
| 3          | Octopath Traveler               |
| 2          | Dead Cells                      |
| 2          | Forza Horizon 4                 |
| 2          | Into the Breach                 |
| 2          | Life Is Strange 2               |
| 2          | Mario Tennis Aces               |
| 2          | The Messenger                   |
| 2          | Moss                            |
| 2          | Ni no Kuni II: Revenant Kingdom |
| 2          | Return of the Obra Dinn         |

| Prêmios | Jogo                  |
| ------- | --------------------- |
| 4       | Red Dead Redemption 2 |
| 3       | God of War            |
| 2       | Celeste               |
| 2       | Fortnite              |

## Informações da cerimônia

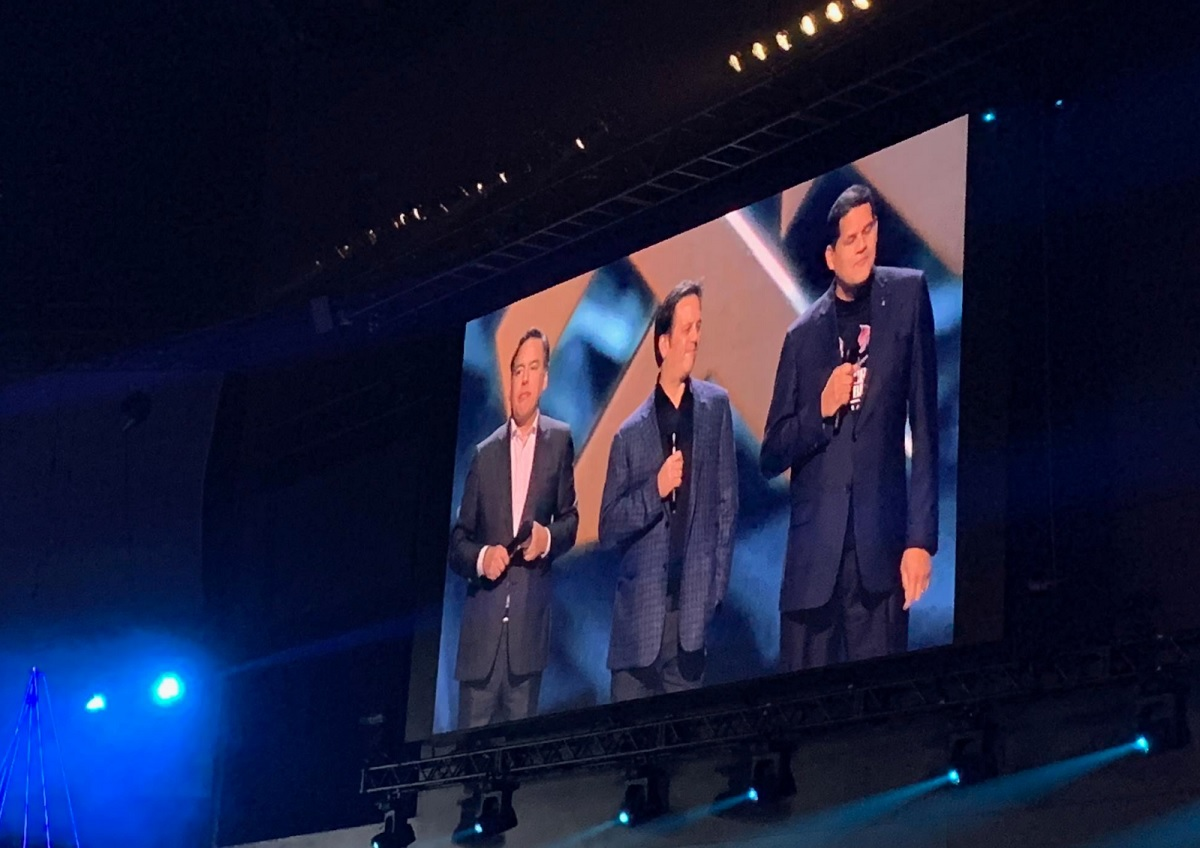
The Game Awards 2018 começou com um discurso em grupo de (da esquerda para a direita) Shawn Layden da Sony, Phil Spencer da Microsoft e Reggie Fils-Aimé da Nintendo, representando a união na indústria de jogos eletrônicos entre os três grandes estúdios.

Como nos eventos anteriores do The Game Awards, a cerimônia foi produzida e apresentada pelo jornalista de jogos eletrônicos canadense Geoff Keighley e realizado no Microsoft Theater em Los Angeles no dia 6 de dezembro de 2018. O evento foi transmitido ao vivo em mais de 40 serviços diferentes de streaming em todo o mundo, com uma audiência total estimada em 26,2 milhões; um aumento de 126% em relação ao The Game Awards 2017.
A cerimônia começou com um discurso em grupo de Phil Spencer, da Microsoft, Reggie Fils-Aimé, da Nintendo of America, e Shawn Layden, da Sony. Várias pessoas conhecidas da indústria de cinema e jogos eletrônicos apresentaram categorias na cerimônia, incluindo os diretores de jogos Jeff Kaplan e Josef Fares, os diretores de filmes irmãos Russo (conhecidos por dirigirem o filme Avengers: Infinity War, lançado naquele mesmo ano) e os irmãos Duffer (conhecidos por criarem a série de televisão Stranger Things), os atores Christoph Waltz, Aisha Tyler, Rosa Salazar e Jonah Hill, e os livestreamers Jacksepticeye, Ninja e Pokimane. Além de uma performance musical ao vivo da canção "Devil Trigger" de Devil May Cry 5, o evento também contou com uma orquestra que incluía os compositores Hans Zimmer, Lorne Balfe e Harry Gregson-Williams, que apresentaram músicas de alguns dos jogos indicados.
O Prêmio de Ícone da Indústria foi concedido a Greg Thomas, presidente da Visual Concepts, o estúdio que está por trás de um grande número de jogos esportivos profissionais licenciados, como a série NBA 2K. O prêmio "Trending Gamer" dos shows anteriores foi dividido em duas categorias separadas. Uma parte se tornou o Criador de Conteúdo do Ano, para aqueles que adotam benefícios positivos aos jogos eletrônicos, concedido a Richard Tyler Blevins, também conhecido como "Ninja". A outra parte se tornou o prêmio Cidadãos Globais de Jogos, selecionados pelo Facebook Gaming que reconhece os jogadores e programadores que estavam tentando fazer a diferença na comunidade global de jogos eletrônicos. Os premiados foram Steven Spohn, co-fundador da AbleGamers para ajudar a melhorar a acessibilidade nos jogos eletrônicos; Sadia Bashir, por promover o interesse feminino em programação de jogos no Paquistão; e Lual Mayen, um programador do Sudão do Sul que usa os jogos para ajudar a promover a paz em sua região. O evento terminou com um trailer mostrando o protagonista de Persona 5, Joker, sendo revelado como um lutador de um conteúdo para download de Super Smash Bros. Ultimate.
Durante o evento, vendas de alguns dos jogos indicados e vencedores anteriores foram realizadas na PlayStation Store, Nintendo eShop, Steam e Xbox Games Store. Além disso, a Epic Games lançou a Epic Games Store durante a apresentação, oferecendo alguns dos jogos mostrados no evento.

### Anúncios de jogos
Tal como os The Game Awards anteriores, o evento anunciou novos jogos, com mais de dez a serem revelados no total. Além disso, atualizações para jogos previamente anunciados e lançados também foram mostradas, incluindo Ancestors: The Humankind Odyssey, Anthem, Dauntless, Dead by Daylight, Devil May Cry 5, Fortnite, Forza Horizon 4, Magic: The Gathering Arena, PlayerUnknown’s Battlegrounds, Psychonauts 2, Rage 2, Rocket League The Stanley Parable, e Super Smash Bros. Ultimate.
Os jogos anunciados foram os seguintes:
| - Among Trees - Atlas - Crash Team Racing Nitro Fueled - Far Cry: New Dawn - Hades - Journey to the Savage Planet - The Last Campfire - Marvel Ultimate Alliance 3 - Mortal Kombat 11 | - Novo jogo da Koei Tecmo - Novo jogo da série Dragon Age - The Outer Worlds - The Pathless - Sayonara Wild Hearts - Scavengers - Stranger Things 3: The Game - Survived By |